# Tamba megaspila
Tamba megaspila là một loài bướm đêm trong họ Noctuidae.